# La Ruffiana
(Pierre-Louis Duchartre, The Italian Comedy)

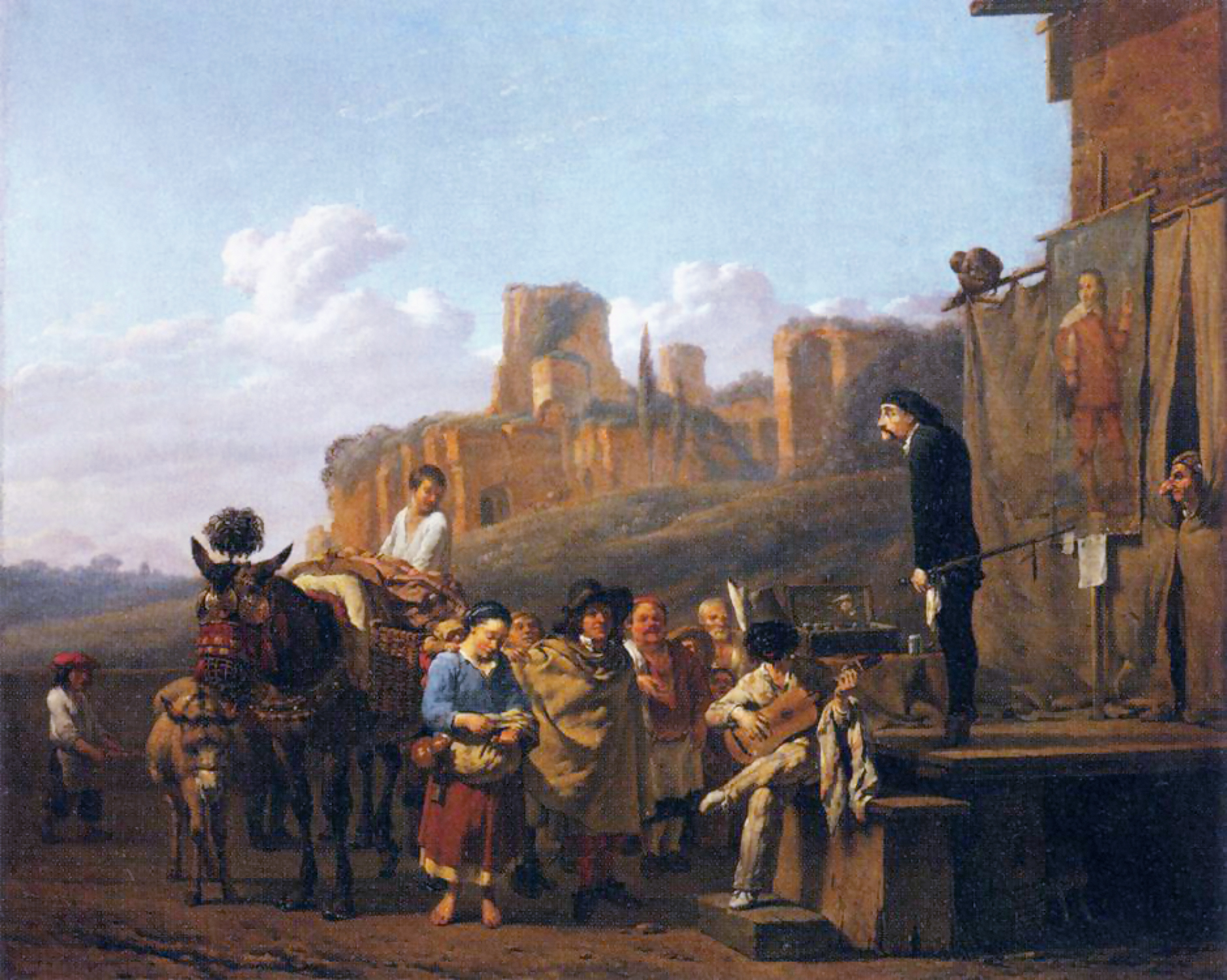
La Ruffiana, Scaramuccia e Zanni in un quadro di Karel Dujardin

La Ruffiana è una maschera femminile della Commedia dell'arte. Tra i personaggi più anziani, possiede un passato oscuro dove ha praticato anche la prostituzione. La maschera è spesso usata in relazione al gruppo dei vecchi, dei quali è un membro.
La maggior parte delle volte, Ruffiana è impegnata in una relazione romantica con Pantalone, sebbene il suo amore spesso non venga corrisposto. Ella viene generalmente descritta come loquace, pettegola, subdola e dispettosa, anche se in fondo si rivela una persona gentile. È stata descritta anche come outsider, per via della sua tendenza a mescolare le cose causando problemi agli altri personaggi.

## Etimologia
La Ruffiana deve il suo nome alla parola italiana "ruffiano", da cui, attraverso il francese, deriva anche la parola inglese "ruffian". Un "ruffiano" è «chi, per denaro o altro compenso o interesse personale, agevola gli amori altrui». Il personaggio è quindi legato anche ai procacciatori, alle anziane signore e ai magnaccia della commedia latina antica.

## Caratterizzazione
Tipicamente, la Ruffiana ricopre il ruolo di ex-prostituta. Nonostante sia in pensione da tempo, conosce tutto quel che c'è da sapere sull'attività. Per questo motivo, a volte fornisce dei consigli ai personaggi più giovani per quanto riguarda l'ambito romantico. In veste di personaggio anziano in pensione, può ricoprire altri ruoli più oscuri, come una paesana o una donna che perseguita i ragazzi più giovani. 
Quando viene interpretata nella zona settentrionale dell'Italia, in particolare vicino a Venezia, viene ritratta come una semplice cittadina pettegola. Invece, se scendiamo nella zona del napoletano, appare come levatrice o anziana donna delle erbe.
Altri ruoli comuni per la Ruffiana sono una misteriosa donna che possiede poteri magici o una persona romanì. La maggior parte degli altri personaggi della commedia non si fida o teme le streghe e i rom, perché tipicamente ladri dispettosi. La Ruffiana è nota per la sua profonda conoscenza in fatto di incantesimi e pozioni; può usare i suoi poteri per prevedere il futuro e immischiarsi nelle vite dei personaggi più giovani.

## Costume
La maschera è stata vista in diversi abiti, che variano di stile in base alla direzione che deve prendere il personaggio. Tradizionalmente, è vestita come una paesana napoletana. Spesso viene vista anche adornata da un mantello e una maschera, accompagnati occasionalmente da un bastone.